# Microepicausta gracilis
Microepicausta gracilis är en tvåvingeart som beskrevs av Friedrich Georg Hendel 1914. Microepicausta gracilis ingår i släktet Microepicausta och familjen bredmunsflugor. Inga underarter finns listade i Catalogue of Life.